# شون كرايغ
شون كرايغ (23 يونيو 1973 في أستراليا - ) (بالإنجليزية: Shawn Craig)‏ هو لاعب كريكت أسترالي. لعب مع فريق فكتوريا للكريكت.

## وصلات خارجية
- شون كرايغ على موقع إي آس بي آن كريك إنفو (الإنجليزية)